# Sulejman Šarac
Hfz. Sulejman ef. Šarac (Stolac 1850. – Sarajevo 27. prosinca 1927.), bošnjački je teolog, treći po redu reis-ul-ulema u razdoblju Austro-Ugarske.

## Životopis
Hfz. Sulejman ef. Šarac je osnovno obrazovanje i hifz Kurana stekao je u rodnom mjestu, a dalje školovanje u Istanbulu je završio 1878. godine. Po povratku u Bosnu i Hercegovinu 1879. godine biva imenovan za bihaćkog muftiju, na kojoj dužnosti ostaje do 1887. godine, nakon čega biva postavljen za profesora a kasnije i za direktora Šerijatske sudačke škole u Sarajevu.
U pokretu za vjersku i vjersko-prosvjetnu autonomiju muslimana u Bosni i Hercegovini aktivno je učestvovao, zbog čega mu je Austro-Ugarska teško zamjerila i tadašnja Zemaljska vlada u Bosni i Hercegovini ga premjestila u Vrhovni šerijatski sud. Međutim, njegov ugled i popularnost brzo su porasli, pa je nakon dobivene pobjede za vjersku i vjersko-prosvjetnu autonomiju jednoglasno izabran za reisu-l-ulemu. Tako je hfz. Sulejman ef. Šarac bio prvi bosanskohercegovački reis-ul-ulema izabran od naroda. Njegov izbor nije bio po volji Austro-Ugarskoj, koja će ga, nakon dvogodišnjeg rada, prisiliti da podnese ostavku i to preko iste Hodžinske kurije koja ga je prije dvije godine jednoglasno izabrala. Nakon ultimatuma Zemaljske vlade u Bosni i Hercegovini da u roku od osam dana podnese ostavku, reis-ul-ulema hfz. Sulejman ef. Šarac podnio je ostavku na položaj reis-ul-uleme u kolovozu 1912. godine. Nakon toga se posvetio obitelji i znanosti.
Umro je 27. prosinca 1927. godine u Sarajevu.

## Vanjske povezice
- Sulejman Šarac – reisu-l-ulema koji nije bio po volji austrougarskog režima